# Johann Wenzel von Schneckenhaus
Johann Wenzel von Schneckenhaus (geb. um 1713 in Schlesien; gest. 18. Jahrhundert) war ein preußischer Landrat.

## Leben

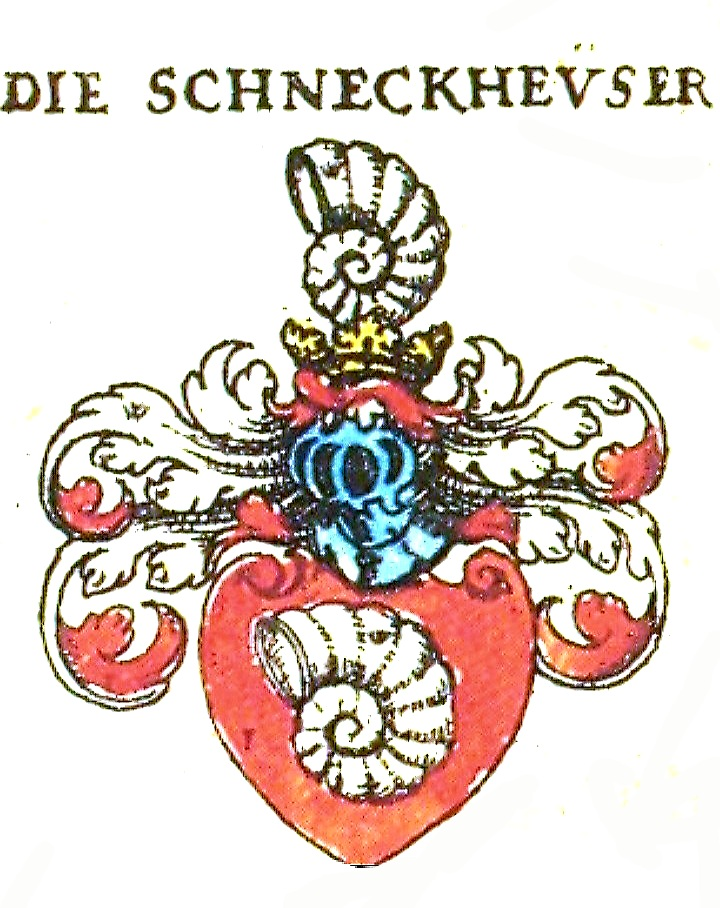
Redendes Wappen derer von Schneckenhaus („Schneckheüser“) in Johann Siebmachers Wappenbuch 1605, Schlesische Ritterschaft und Adel.

Johann Wenzel von Schneckenhaus entstammte dem früher in Schlesien im Jägerndorfischen begütert gewesenen Adelsgeschlecht der Schneckenhäuser bzw. von Schneckenhaus (auf Badewitz; auch: ze (von) Szlimakova; auch: Bohdanovský ze (von) Šlimakov, Badewitzer von Schneckenhaus bzw. von Slimakow auf Bodanow), zu dem auch Hans von Schneckenhaus gehörte, welcher 1608 von den Fürsten und Ständen in Schlesien als Oberstlieutenant über tausend Mann zu Pferde wider die Türken in Ungarn geschickt wurde. Auf dem Stammsitz Badewitz bei Leobschütz saß schon Wolf Bohdanowski von Schneckenhaus († 1555). Dessen Gemahlin war eine Hundt von Alten-Grottkau.
Johann Wenzel von Schneckenhaus, der auf Kalinow saß, amtierte zunächst als Kreisdeputierter. Im Jahr 1752 wurde er in der Nachfolge von Franz Joseph Anton von Larisch zum Nachfolger als Landrat des Kreises Groß Strehlitz ernannt. Das Amt übte er bis 1755 aus, sein Nachfolger wurde noch im gleichen Jahr Carl August von Raczeck.